# 小行星12817
小行星12817（12817 Federica）是一颗绕太阳运转的小行星，为主小行星带小行星。该小行星于1996年3月22日发现。

## 轨道参数
小行星12817的轨道半长轴为3.0636421 UA，离心率为0.019。